# Ha Sung-woon
Ha Sung-woon (Hangul: 하성운, n. 22 martie 1994, Goyang, Coreea de Sud) este un cântăreț și compozitor sud-coreean. El este cel mai bine cunoscut ca membru al trupei de băieți Wanna One, ca membru al trupei Hotshot, iar în prezent, ca artist solo. În 2019, și-a început cariera solo cu primul mini-album My Moment .

## Carieră

### Înainte de 2017
Ha Sung-woon s-a alăturat companiei Star Crew Entertainment (cunoscută anterior ca Ardor & Able) și a debutat în trupa Hotshot pe 29 octombrie 2014, cu single-ul digital „Take a Shot”.

### 2017–2018:Produce 101și Wanna One
Ha Sung-woon a reprezentat Ardor & Able Entertainment alături de Noh Taehyun în show-ul de formare a unei trupe de băieți, Produce 101 Sezonul 2 care s-a difuzat pe Mnet din 7 aprilie până pe 16 iunie 2017. În finală, Sung-woon a obținut 790.302 de voturi și a fost anunțat ca membru final al trupei Wanna One, sub YMC Entertainment.
Sung-woon a debutat oficial cu Wanna One pe 7 august 2017 la Gocheok Sky Dome cu mini-albumul 1×1=1 (To Be One). El a fost, de asemenea, în unit-ul Lean on Me alături de Hwang Min-hyun și Yoon Ji-sung, lansând împreună melodia "Forever and a Day", produsă de Nell.
Pe durata promovării în Wanna One, Sung-woon a participat la diverse show-uri cum ar fi Law of the Jungle Sabah, și King of Masked Singer, în care a reușit să treacă la runda a treia cu interpretarea melodiilor „Smile Again” de Rumble fish, „Drifting Apart” de Nell și „Appearance” de Kim Bum-soo.
Contractul său cu Wanna One s-a încheiat pe 31 decembrie 2018, însă ultimele activități au fost concertele de rămas bun din 24-27 ianuarie 2019 susținute la Gocheok Sky Dome din Seul, același loc unde trupa a debutat. 

### 2019: Debut solo și activități solo
La o zi după despărțirea de Wanna One, pe 28 ianuarie, Sung-woon a lansat piesa „Don't Forget” alături de Park Ji-hoon ca un cadou pentru fani.
Ha Sung-woon a debutat solo pe 28 februarie 2019 cu mini-albumul My Moment și single-ul „Bird”   Albumul este format din cinci piese, toate compuse de el însuși.         
În mai, acesta a lansat primul OST intitulat „Think of You” pentru drama Her Private Life.

## Discografie

### Mini albume
| Titlu     | Detalii | Poziții de vârf în clasamente | Vânzări       |
| Titlu     | Detalii | KOR                           | Vânzări       |
| --------- | --- | ----------------------------- | ------------- |
| My Moment | - Lansat: 28 februarie 2019 - Companie: Star Crew Entertainment - Format: CD, descărcare digitală, streaming | 1                             | - KOR: 87.449 |
| BXXX      | - Lansat: 8 iulie 2019 - Companie: Star Crew Entertainment - Format: CD, descărcare digitală, streaming      | 2                             | - KOR: 81.631 |

### Single-uri
| Titlu                                   | An   | Poziții de vârf în clasamente | Album     |
| Titlu                                   | An   | KOR                           | Album     |
| --------------------------------------- | ---- | ----------------------------- | --------- |
| „Don't Forget” (featuring Park Ji-hoon) | 2019 | 34                            | My Moment |
| "Bird"                                  | 2019 | 53                            | My Moment |
| „Riding” (featuring Gaeko)              | 2019 | 113                           | BXXX      |
| "Blue"                                  | 2019 | 42                            | BXXX      |

## Filmografie

### Emisiuni de televiziune și radio
| An   | Titlu                   | Rețea     | Rol                    | Notă(e)                                                   | Ref.          |
| ---- | ----------------------- | --------- | ---------------------- | --------------------------------------------------------- | ------------- |
| 2017 | Produce 101 Sezonul 2   | MNet      | Concurent              | S-a clasat pe locul 11                                    | [ 19 ]        |
| 2018 | King of Masked Singer   | MBC       | Concurent              | A câștigat prima și a doua etapă; eliminat la etapa a 3-a | [ 20 ]        |
| 2018 | Law of the Jungle Sabah | SBS       | Membru din distribuție | Ep. 325-329                                               | [ 10 ]        |
| 2019 | Idol Radio              | MBC       | DJ                     | Ep. 198                                                   | [ 21 ]        |
| 2019 | Bistro the noble        | SBS       | Membru din distribuție | Episoade pilot                                            | [ 22 ] [ 23 ] |
| 2019 | Radio Star              | MBC       | MC special             |                                                           | [ 24 ]        |
| 2019 | We Play                 | Sky Drama | Membru din distribuție |                                                           | [ 25 ]        |

## Compoziții
| An   | Melodie                             | Album                    | Artist       | Ref. |
| ---- | ----------------------------------- | ------------------------ | ------------ | ---- |
| 2018 | "Flowerbomb"                        | 1¹¹=1 (Power of Destiny) | Wanna One    |      |
| 2019 | "Don't Forget" (feat. Park Ji-hoon) | My Moment                | Ha Sung-woon |      |
| 2019 | "Bird"                              | My Moment                | Ha Sung-woon |      |
| 2019 | "Tell me I love you"                | My Moment                | Ha Sung-woon |      |
| 2019 | "Remember you"                      | My Moment                | Ha Sung-woon |      |
| 2019 | "Lonely Night"                      | My Moment                | Ha Sung-woon |      |
| 2019 | ''Bluemaze''                        | BXXX                     | Ha Sung-woon |      |
| 2019 | ''Blue''                            | BXXX                     | Ha Sung-woon |      |
| 2019 | ''Riding'' (feat. Gaeko)            | BXXX                     | Ha Sung-woon |      |
| 2019 | ''Excuse me''                       | BXXX                     | Ha Sung-woon |      |
| 2019 | ''What are you doing today?''       | BXXX                     | Ha Sung-woon |      |

## Premii și nominalizări
| An   | Premii                       | Categorie       | Rezultat | Ref.   |
| ---- | ---------------------------- | --------------- | -------- | ------ |
| 2019 | Soribada Best K-Music Awards | Premiul Bonsang | Câștigat | [ 26 ] |